# Walt Davis
Walter Francis "Walt" Davis (Beaumont, 5 de janeiro de 1931 – Port Arthur, 17 de novembro de 2020) foi um saltador em altura e basquetebolista norte-americano.
Apesar de contrair pólio aos nove anos e ficar impossibilitado de andar por três anos, ele se tornou um grande atleta na vida universitária, cursando a Texas A&M University, onde competia em saltos e jogava basquetebol; com 2,03 m de altura, tornou-se um grande saltador, conquistando a medalha de ouro no salto em altura em Helsinque 1952, com um recorde olímpico de 2,04 m. Em 1953, quebrou o recorde mundial com um salto de 2,12 m no campeonato da Athletics Amateur Union.
Após o atletismo, jogou basquetebol profissionalmente no Philadelphia Warriors e no St. Louis Hawks, com os quais conquistou dois títulos da NBA em 1956 e 1958 respectivamente.
Morreu em 17 de novembro de 2020, aos 89 anos, no Medical Center of Southeast Texas em Port Arthur.